# Stazione di Castellammare di Stabia
La stazione di Castellammare di Stabia è una stazione ferroviaria di Castellammare di Stabia. È posta sulla ferrovia Torre Annunziata-Castellammare di Stabia-Gragnano ed è una stazione di testa.

## Storia
Inaugurata nel 1842, la stazione di Castellammare di Stabia ha influito notevolmente sullo sviluppo della cittadina stabiese portando allo spostamento del centro cittadino verso la ferrovia e la creazione di numerose industrie: nella stazione vi era un elevato traffico sia merci che passeggeri con treni che coprivano interamente la giornata, anche durante la notte. Nel piazzale antistante venne posto anche il capolinea del tram Sorrento-Castellammare di Stabia.
Con l'inaugurazione della linea Torre Annunziata-Sorrento della Circumvesuviana, nel 1948, l'utenza iniziò a diminuire, aggravata di più dal boom del trasporto su gomma. Inoltre con la crisi industriale degli anni ottanta numerose industrie della zona chiusure, portando alla diminuzione sia di treni merci, sia di passeggeri. Alla fine degli anni novanta, con treni solo per Torre Annunziata e Gragnano il traffico era nullo.
Nel 2008 vennero eseguiti lavori di riqualificazione ma, nel 2009 furono soppressi tutti i servizi passeggeri per Gragnano.
Dal 9 settembre 2012 vennero soppressi anche i treni verso Torre Annunziata e Napoli, e la stazione perse così ogni servizio ferroviario. In seguito alle proteste dell'utenza, il successivo 28 ottobre venne ripristinata una parte dei treni soppressi.

## Strutture e impianti
Il fabbricato viaggiatori è stato costruito negli anni sessanta, quando è stato sostituito il vecchio costruito insieme alla linea. Durante gli anni novanta il fabbricato è stato completamente restaurato, che ha portato alla costruzione di un atrio con biglietteria, sala d'attesa, edicola e bar.
La stazione è dotata di 4 binari, tre per i binari passeggeri, dotati di due banchine, e uno per il servizio merci. Non sono presenti sottopassaggi o sovrappassi.
Originariamente era presente un fabbricato merci con un ampio fascio di binari, in seguito sostituito da un parcheggio di circa 400 posti.
Un altro binario tronco è presente poco prima di entrare in stazione, da dove parte anche il raccordo ferroviario diretto alla ex stazione Marittima e ai cantieri navali.

## Movimento
La stazione è servita dai treni metropolitani in servizio regionale da Napoli Campi Flegrei, svolti da Trenitalia nell'ambito del contratto di servizio stipulato con la Regione Campania.

## Servizi
La stazione dispone di:
- Biglietteria automatica
- Sala d'attesa
- Bar
- Servizi igienici

## Interscambi
La stazione permette i seguenti interscambi:
- Fermata autobus

Fra il 1906 e il 1921 era presente altresì il capolinea settentrionale della tranvia Castellammare di Stabia-Sorrento.